# Coupe d'Europe de ski alpin 2020-2021
Navigation
Édition précédente Édition suivante
La Coupe d'Europe de ski alpin 2020-2021 est la 50e édition de la Coupe d'Europe de ski alpin, compétition de ski alpin organisée annuellement. Selon le calendrier initial elle se déroule du 29 novembre 2020 au 21 mars 2021 dans vingt-neuf stations européennes réparties dans huit pays. Néanmoins la pandémie de Covid-19 et le manque de neige en début de saison perturbent son organisation et réduisent le nombre d'étapes. Elle sacre la Norvégienne Marte Monsen et l'Autrichien Maximilian Lahnsteiner.

## Déroulement de la saison
La saison est prévue pour débuter par deux slaloms géants masculins à Reiteralm du 30 novembre au 1er décembre et deux slaloms et deux slaloms géant féminins à Trysil du 30 novembre au 4 décembre, mais ceux-ci sont annulés pour manque de neige concernant Reiteralm et à cause du contexte sanitaire pour Trysil. Le début effectif est donc repoussé à début décembre à Zinal pour les hommes du 7 au 9 décembre (Super G, Combiné et slalom géant) et Valle Aurina pour les femmes les 12 et 13 décembre (deux slaloms) (les super G de Saint-Moritz des 8 et 9 décembre étant aussi annulés à cause de mauvaises conditions météorologiques). Elle est programmée pour comporter dix-sept étapes masculines et dix-huit étapes féminines mais ce chiffre diminue rapidement au gré des annulations. Les épreuves des finales sont programmées du 15 au 21 mars 2020 dans les stations autrichiennes de Saalbach et Reiteralm, c'est-à-dire les sites prévus pour la saison précédente et annulés à cause de la pandémie,.

Fait rare, la Scandinavie n’accueille aucune épreuve. En effet la Suède et la Norvège renonce à organiser les leurs à cause du contexte sanitaire. Finalement le programme est extrêmement perturbé, entre annulations et reports. Si les hommes arrivent à courir un nombre de course presque normal (trente, contre environ trente-cinq pour une saison normale) les femmes pâtissent plus de ces aléas. Elles ne courent que vingt-six épreuves et surtout seulement sept épreuves de vitesse, trois descentes et quatre super G. C'est donc logiquement que chez les femmes ce soit une spécialiste des épreuves techniques qui remporte le classement général, en la personne de la Norvégienne Marte Monsen, également vainqueur (assez largement) du classement de slalom géant. Chez les hommes c'est au contraire un spécialiste de la vitesse qui s'impose, l'Autrichien Maximilian Lahnsteiner, par ailleurs deuxième en descente et quatrième en super G.

### Saison des messieurs
| \| Zinal Livigno Santa Caterina Obereggen Val di Fassa Altenmarkt im Pongau Val-Cenis Wengen Orcières Folgaria Berchtesgaden Meiringen Sella Nevea Oberjoch Saalbach Reiteralm \| Les sites des compétitions situés dans les Alpes |
| Zinal Livigno Santa Caterina Obereggen Val di Fassa Altenmarkt im Pongau Val-Cenis Wengen Orcières Folgaria Berchtesgaden Meiringen Sella Nevea Oberjoch Saalbach Reiteralm                                                        |

### Saison des dames
| \| St-Moritz Valle Aurina Hippach Andalo Zinal Tignes Vaujany Crans-Montana Melchsee-Frutt Gstaad Zell am See Krvavec Sarentino Santa Caterina Berchtesgaden Götschen Livigno Val di Fassa Saalbach Reiteralm \| Les sites des compétitions situés dans les Alpes |
| St-Moritz Valle Aurina Hippach Andalo Zinal Tignes Vaujany Crans-Montana Melchsee-Frutt Gstaad Zell am See Krvavec Sarentino Santa Caterina Berchtesgaden Götschen Livigno Val di Fassa Saalbach Reiteralm                                                        |

| \| Trysil Kopaonik \| Les sites des compétitions hors Alpes |
| Trysil Kopaonik                                             |

## Classement général
| Rang | Nom                    | Points | Victoire(s) | Podium(s) |
| ---- | ---------------------- | ------ | ----------- | --------- |
| 1    | Maximilian Lahnsteiner | 692    | 2           | 4         |
| 2    | Raphael Haaser         | 668    | 1           | 3         |
| 3    | Dominik Raschner       | 570    | 1           | 5         |
| 4    | Ralph Weber            | 494    | 1           | 4         |
| 5    | Stefan Rogentin        | 429    | 1           | 2         |
| 6    | Victor Schuller        | 415    | 2           | 3         |
| 7    | Julian Rauchfuss       | 398    |             | 1         |
| 8    | Alexander Steen Olsen  | 367    | 1           | 2         |
| 9    | Lars Rösti             | 360    | 1           | 1         |
| 10   | Giovanni Franzoni      | 353    |             | 1         |

| Rang | Nom                   | Points | Victoire(s) | Podium(s) |
| ---- | --------------------- | ------ | ----------- | --------- |
| 1    | Marte Monsen          | 591    | 2           | 5         |
| 2    | Andreja Slokar        | 553    | 2           | 4         |
| 3    | Jessica Hilzinger     | 502    | 1           | 4         |
| 4    | Lisa Grill            | 489    | 3           | 5         |
| 5    | Zrinka Ljutić         | 474    | 2           | 2         |
| 6    | Sara Rask             | 457    |             | 1         |
| 7    | Hanna Aronsson Elfman | 441    |             | 1         |
| 8    | Roberta Midali (it)   | 427    | 1           | 2         |
| 9    | Simone Wild           | 382    |             | 2         |
| 10   | Karoline Pichler      | 369    |             | 2         |

## Classements de chaque discipline
Les noms en gras remportent les titres des disciplines.

### Descente
Les vainqueurs des classements de descente sont l'Autrichienne Lisa Grill et le Français Victor Schuller. Le calendrier féminin est très affecté par les annulations puisque seules trois épreuves ont finalement lieu, alors que sept étaient prévues. C'est l'Autriche qui domine la spécialité chez les dames avec les quatre premières skieuses su classement et six parmi les dix. Seule la Suisse rivalise avec les quatre autres skieuses du top dix. Mais parmi les Autrichienne une sort du lot : Lisa Grill avec deux victoires et une deuxième place en trois courses. Chez les hommes, le Français Victor Schuller remporte le titre grâce à trois podiums dont deux victoires. Aucun des deux vainqueurs ne peut finir la saison, tous les deux blessés avant sa fin, mais tous les deux bénéficient des annulations de fin de saison et ne sont pas rattrapés,.
| Rang | Nom                    | Points | Victoire(s) | Podium(s) |
| ---- | ---------------------- | ------ | ----------- | --------- |
| 1    | Victor Schuller        | 334    | 2           | 3         |
| 2    | Maximilian Lahnsteiner | 319    | 1           | 2         |
| 3    | Erik Arvidsson         | 285    | 2           | 2         |
| 4    | Olle Sundin (en)       | 231    |             | 2         |
| 5    | Sam Alphand            | 201    |             | 1         |
| 6    | Yannick Chabloz        | 175    |             | 1         |
| 7    | Ralph Weber            | 160    |             | 2         |
| 8    | Gilles Roulin          | 147    |             | 1         |
| 8    | Lars Rösti             | 147    |             | 1         |
| 10   | Raphael Haaser         | 145    |             | 1         |

| Rang | Nom                    | Points | Victoire(s) | Podium(s) |
| ---- | ---------------------- | ------ | ----------- | --------- |
| 1    | Lisa Grill             | 280    | 2           | 3         |
| 2    | Nadine Fest            | 160    |             | 2         |
| 3    | Vanessa Nußbaumer (it) | 114    |             |           |
| 4    | Christina Ager         | 105    |             | 1         |
| 5    | Jasmine Flury          | 100    | 1           | 1         |
| 6    | Lena Wechner           | 95     |             |           |
| 7    | Sabrina Maier (de)     | 86     |             | 1         |
| 8    | Stephanie Jenal        | 84     |             |           |
| 9    | Noémie Kolly           | 79     |             | 1         |
| 10   | Rahel Kopp             | 76     |             |           |

### Super G
Comme pour la descente, si les hommes ont la chance de pouvoir courir un nombre normal de descentes, sept, le calendrier des femmes est un peu allégé avec seulement quatre courses maintenues. Petite particularité de la saison, les sept courses masculines comme les quatre courses féminines sacrent des skieurs et skieuses tous différents. Les vainqueurs des classements sont les Suisses Jasmina Suter et Stefan Rogentin.
| Rang | Nom                    | Points | Victoire(s) | Podium(s) |
| ---- | ---------------------- | ------ | ----------- | --------- |
| 1    | Stefan Rogentin        | 328    | 1           | 2         |
| 2    | Ralph Weber            | 325    | 1           | 2         |
| 3    | Roy Piccard            | 305    | 1           | 3         |
| 4    | Maximilian Lahnsteiner | 297    | 1           | 2         |
| 5    | Raphael Haaser         | 253    | 1           | 2         |
| 6    | Lars Rösti             | 213    | 1           | 1         |
| 7    | Nils Mani              | 179    |             | 1         |
| 8    | Arnaud Boisset         | 164    |             |           |
| 9    | Cyprien Sarrazin       | 162    |             |           |
| 10   | Daniel Hemetsberger    | 160    |             | 1         |

| Rang | Nom                | Points | Victoire(s) | Podium(s) |
| ---- | ------------------ | ------ | ----------- | --------- |
| 1    | Jasmina Suter      | 252    | 1           | 2         |
| 2    | Stephanie Jenal    | 250    | 1           | 2         |
| 3    | Julia Pleškova     | 180    | 1           | 2         |
| 4    | Lisa Grill         | 160    | 1           | 2         |
| 5    | Rahel Kopp         | 149    |             | 1         |
| 6    | Sabrina Maier (de) |        | 1           |           |
| 7    | Christina Ager     | 136    |             | 1         |
| 8    | Karoline Pichler   | 119    |             | 1         |
| 9    | Maruša Ferk        | 114    |             |           |
| 10   | Nadine Fest        | 95     |             |           |

### Géant
Chez les femmes comme chez les hommes, huit slaloms géants peuvent avoir lieu. Sur le circuit féminin la Polonaise Maryna Gąsienica-Daniel remporte les deux premières courses avant de se concentrer sur le circuit de Coupe du monde. Aucune autre skieuse ne remporte deux courses. La Norvégienne Marte Monsen (une victoire et trois podiums en tout) remporte largement le classement de la spécialité, avec cent soixante-eet-onze points d'avance sur sa dauphine, la Suisse Simone Wild. Chez les hommes la compétition est plus serrée et c'est l'Autrichien Dominik Raschner qui s'impose avec quatre podiums dont une victoire. Le Suisse Semyel Bissig devance le Norvégien Timon Haugan d'un point et s'empare de la deuxième place.  
| Rang | Nom                  | Points | Victoire(s) | Podium(s) |
| ---- | -------------------- | ------ | ----------- | --------- |
| 1    | Dominik Raschner     | 353    | 1           | 3         |
| 2    | Semyel Bissig        | 301    | 1           | 1         |
| 3    | Timon Haugan         | 300    | 1           | 2         |
| 4    | Julian Rauchfuss     | 298    | 1           | 2         |
| 5    | Hannes Zingerle (it) | 262    | 1           | 1         |
| 6    | Maarten Meiners (de) | 259    |             |           |
| 7    | Alex Hofer (it)      | 250    |             | 2         |
| 8    | Raphael Haaser       | 230    | 1           | 2         |
| 9    | Fabian Gratz (it)    | 222    |             | 2         |
| 10   | Cyprien Sarrazin     | 186    | 1           | 2         |

| Rang | Nom                   | Points | Victoire(s) | Podium(s) |
| ---- | --------------------- | ------ | ----------- | --------- |
| 1    | Marte Monsen          | 553    | 1           | 3         |
| 2    | Simone Wild           | 382    |             | 2         |
| 3    | Hilma Lövblom (it)    | 350    | 1           | 2         |
| 4    | Jessica Hilzinger     | 338    |             | 2         |
| 5    | Hanna Aronsson Elfman | 315    |             |           |
| 6    | Kaja Norbye           | 277    |             | 1         |
| 7    | Elisa Mörzinger       | 264    | 1           | 2         |
| 8    | Roberta Midali (it)   | 258    | 1           | 2         |
| 9    | Karoline Pichler      | 250    |             |           |
| 10   | Roberta Melesi (it)   | 218    |             | 2         |

### Slalom
Chez les femmes neuf slaloms ont lieu. La Slovène Andreja Slokar est la seule à remporter deux victoires, est la skieuse qui compte le plus de podiums de la saison (quatre) et remporte le classement de la spécialité avec plus de cent points d'avance sur l'Italienne Lara Della Mea (trois podiums dont une victoire). La saison masculine comprend huit slaloms et le Britannique Billy Major en remporte deux, le seul à le faire de la saison. Il remporte le classement européen du slalom avec deux-cent cinquante-huit points, un total plutôt faible. Avec dix points de moins l'Allemand Anton Tremmel prend la seconde place devant le Suisse Marc Rochat. 
| Rang | Nom                   | Points | Victoire(s) | Podium(s) |
| ---- | --------------------- | ------ | ----------- | --------- |
| 1    | Billy Major           | 258    | 2           | 2         |
| 2    | Anton Tremmel         | 248    |             | 1         |
| 3    | Marc Rochat           | 237    |             | 1         |
| 4    | Alexander Steen Olsen | 225    | 1           | 2         |
| 5    | Jett Seymour (it)     | 220    |             | 2         |
| 6    | Dominik Raschner      | 217    |             | 2         |
| 7    | Laurie Taylor         | 216    | 1           | 2         |
| 8    | Théo Letitre          | 213    | 1           | 1         |
| 9    | Jonathan Nordbotten   | 208    | 1           | 1         |
| 10   | Tobias Kastlunger     | 186    |             |           |

| Rang | Nom                       | Points | Victoire(s) | Podium(s) |
| ---- | ------------------------- | ------ | ----------- | --------- |
| 1    | Andreja Slokar            | 465    | 2           | 4         |
| 2    | Lara Della Mea            | 341    | 1           | 3         |
| 3    | Sara Rask                 | 297    |             | 1         |
| 4    | Zrinka Ljutić             | 273    |             | 1         |
| 5    | Marie-Therese Sporer (it) | 272    | 1           | 3         |
| 6    | Lena Dürr                 | 265    | 1           | 2         |
| 7    | Martina Dubovská          | 230    | 1           | 1         |
| 8    | Elsa Fermbäck             | 196    | 1           | 2         |
| 9    | Moa Boström Müssener      | 192    |             |           |
| 10   | Emelie Wikström           | 180    |             | 2         |

### Combiné
Seulement trois combinés sont au programme de la Coupe d'Europe cette saison, le seul Sarentino pour les femmes, Zinal et Orcières pour les hommes. C'est le reflet d'une tendance générale au sein des compétitions de la FIS puisqu'il n'y en a aucun inscrit au calendrier de la Coupe du monde. Le combiné masculin d'Orcières du 28 janvier puis le féminin de Sarentino du  11 février sont finalement annulés, et le classement masculine est donc établi  sur la seule course de Zinal tandis qu'il est purement et simplement inexistant pour les femmes. C'est donc le Suisse Joel Lütolf qui remporte ce titre minimaliste, devant le français Florian Loriot et un autre Suisse, Luca Aerni.
| Rang | Nom                     | Points | Victoire(s) | Podium(s) |
| ---- | ----------------------- | ------ | ----------- | --------- |
| 1    | Joel Lütolf             | 100    | 1           |           |
| 2    | Florian Loriot          | 80     |             | 1         |
| 3    | Luca Aerni              | 60     |             | 1         |
| 4    | Christian Borgnaes (de) | 50     |             |           |
| 5    | Justin Murisier         | 45     |             |           |
| 6    | Giovanni Franzoni       | 40     |             |           |
| 6    | Stefan Babinsky         | 40     |             |           |
| 8    | Pirmin Hacker (it)      | 32     |             |           |
| 9    | Maximilian Lahnsteiner  | 29     |             |           |
| 10   | Marco Pfiffner          | 26     |             |           |

## Calendrier et résultats

### Messieurs
| N°      | Lieu                            | Date             | Épreuve          | Vainqueur                                                                                       | Deuxième                                                                                        | Troisième                                                                                       |
| ------- | ------------------------------- | ---------------- | ---------------- | ----------------------------------------------------------------------------------------------- | ----------------------------------------------------------------------------------------------- | ----------------------------------------------------------------------------------------------- |
| -       | Reiteralm                       | 29 novembre 2020 | Géant            | Épreuves annulées pour manque de neige,.                                                        | Épreuves annulées pour manque de neige,.                                                        | Épreuves annulées pour manque de neige,.                                                        |
| -       | Reiteralm                       | 30 novembre 2020 | Géant            | Épreuves annulées pour manque de neige,.                                                        | Épreuves annulées pour manque de neige,.                                                        | Épreuves annulées pour manque de neige,.                                                        |
| 1       | Zinal                           | 7 décembre 2020  | Super G          | Ralph Weber                                                                                     | Guglielmo Bosca                                                                                 | Nils Mani Urs Kryenbühl                                                                         |
| 2       | Zinal                           | 9 décembre 2020  | Combiné alpin    | Joel Lütolf                                                                                     | Florian Loriot                                                                                  | Luca Aerni                                                                                      |
| 3       | Zinal                           | 10 décembre 2020 | Géant            | Cyprien Sarrazin                                                                                | Alex Hofer (it)                                                                                 | Fabian Gratz (it)                                                                               |
| -       | Livigno                         | 11 décembre 2020 | Slalom parallèle | Épreuve annulée à cause du contexte sanitaire,.                                                 | Épreuve annulée à cause du contexte sanitaire,.                                                 | Épreuve annulée à cause du contexte sanitaire,.                                                 |
| 4       | Santa Caterina di Valfurva      | 14 décembre 2020 | Descente         | Maximilian Lahnsteiner                                                                          | Lars Rösti                                                                                      | Yannick Chabloz                                                                                 |
| 5       | Santa Caterina di Valfurva      | 15 décembre 2020 | Descente         | Clemens Nocker (it)                                                                             | Maximilian Lahnsteiner                                                                          | Olle Sundin (it)                                                                                |
| -       | Obereggen                       | 11 décembre 2020 | Slalom parallèle | Épreuve annulée à cause du contexte sanitaire,, remplacée par Val di Fassa le 17 décembre 2020. | Épreuve annulée à cause du contexte sanitaire,, remplacée par Val di Fassa le 17 décembre 2020. | Épreuve annulée à cause du contexte sanitaire,, remplacée par Val di Fassa le 17 décembre 2020. |
| 6       | Val di Fassa                    | 17 décembre 2020 | Slalom,          | Clément Noël                                                                                    | Stefano Gross                                                                                   | Luca Aerni                                                                                      |
| 7       | Val di Fassa                    | 18 décembre 2020 | Slalom           | Théo Letitre                                                                                    | Manfred Mölgg                                                                                   | Sebastian Holzmann                                                                              |
| 8       | Altenmarkt im Pongau-Zauchensee | 21 décembre 2020 | Super G          | Raphael Haaser                                                                                  | Daniel Hemetsberger                                                                             | Roy Piccard                                                                                     |
| 9       | Altenmarkt im Pongau-Zauchensee | 22 décembre 2020 | Super G          | Roy Piccard                                                                                     | Mathieu Faivre                                                                                  | Giovanni Franzoni                                                                               |
| 10      | Val-Cenis                       | 6 janvier 2021   | Slalom           | Laurie Taylor                                                                                   | Dionys Kippel                                                                                   | Fabian Himmelsbach (de)                                                                         |
| 11      | Val-Cenis                       | 7 janvier 2021   | Slalom           | Billy Major                                                                                     | Laurie Taylor                                                                                   | Dominik Raschner                                                                                |
| -       | Wengen                          | 19 janvier 2021  | Super G          | Épreuves annulées en raison de la crise sanitaire, remplacées par Zinal les 18 et 19 janvier.   | Épreuves annulées en raison de la crise sanitaire, remplacées par Zinal les 18 et 19 janvier.   | Épreuves annulées en raison de la crise sanitaire, remplacées par Zinal les 18 et 19 janvier.   |
| -       | Wengen                          | 20 janvier 2021  | Super G          | Épreuves annulées en raison de la crise sanitaire, remplacées par Zinal les 18 et 19 janvier.   | Épreuves annulées en raison de la crise sanitaire, remplacées par Zinal les 18 et 19 janvier.   | Épreuves annulées en raison de la crise sanitaire, remplacées par Zinal les 18 et 19 janvier.   |
| 12      | Zinal                           | 18 janvier 2021  | Super G,         | Lars Rösti                                                                                      | Arnaud Boisset                                                                                  | Stefan Rieser                                                                                   |
| 13      | Zinal                           | 19 janvier 2021  | Super G,         | Josua Mettler                                                                                   | Maximilian Lahnsteiner                                                                          | Ralph Weber                                                                                     |
| 14      | Orcières                        | 26 janvier 2021  | Descente         | Erik Arvidsson                                                                                  | Gilles Roulin                                                                                   | Sam Morse                                                                                       |
| 15      | Orcières                        | 27 janvier 2021  | Descente         | Victor Schuller                                                                                 | Raphael Haaser                                                                                  | Sam Alphand                                                                                     |
| 16      | Orcières                        | 28 janvier 2021  | Super G          | Maximilian Lahnsteiner                                                                          | Stefan Rogentin                                                                                 | Raphael Haaser                                                                                  |
| -       | Orcières                        | 29 janvier 2021  | Combiné alpin    | Épreuve annulée à cause des conditions météorologiques.                                         | Épreuve annulée à cause des conditions météorologiques.                                         | Épreuve annulée à cause des conditions météorologiques.                                         |
| 17      | Folgaria                        | 2 février 2021   | Géant,           | Semyel Bissig                                                                                   | Timon Haugan                                                                                    | Cyprien Sarrazin                                                                                |
| 18      | Folgaria                        | 3 février 2021   | Géant,           | Timon Haugan                                                                                    | River Radamus                                                                                   | Dominik Raschner                                                                                |
| 19      | Berchtesgaden                   | 7 février 2021   | Géant            | Dominik Raschner                                                                                | Stefan Brennsteiner                                                                             | Fabian Gratz (it)                                                                               |
| 20      | Berchtesgaden                   | 7 février 2021   | Géant            | Stefan Brennsteiner                                                                             | Dominik Raschner                                                                                | Bastian Meisen (it)                                                                             |
| 21      | Meiringen Hasliberg             | 18 février 2021  | Slalom,          | Billy Major                                                                                     | Anton Tremmel                                                                                   | Tommaso Sala                                                                                    |
| 22      | Meiringen Hasliberg             | 19 février 2021  | Slalom,          | Benjamin Ritchie                                                                                | Alexander Steen Olsen                                                                           | Jett Seymour (it)                                                                               |
| 23      | Sella Nevea                     | 24 février 2021  | Descente         | Victor Schuller                                                                                 | Ralph Weber                                                                                     | Olle Sundin (en)                                                                                |
| 24      | Sella Nevea                     | 25 février 2021  | Descente         | Erik Arvidsson                                                                                  | Ralph Weber                                                                                     | Victor Schuller                                                                                 |
| -       | Oberjoch                        | 27 février 2021  | Slalom           | Épreuve annulée à cause du brouillard.                                                          | Épreuve annulée à cause du brouillard.                                                          | Épreuve annulée à cause du brouillard.                                                          |
| 25      | Oberjoch                        | 28 février 2021  | Slalom           | Jonathan Nordbotten                                                                             | Jett Seymour (it)                                                                               | Marc Rochat                                                                                     |
| Finales |                                 |                  |                  |                                                                                                 |                                                                                                 |                                                                                                 |
| 26      | Saalbach                        | 12 mars 2021     | Descente         | Épreuve annulée à cause des conditions météorologiques.                                         | Épreuve annulée à cause des conditions météorologiques.                                         | Épreuve annulée à cause des conditions météorologiques.                                         |
| 27      | Saalbach                        | 13 mars 2021     | Super G          | Stefan Rogentin                                                                                 | Daniel Hemetsberger                                                                             | Roy Piccard                                                                                     |
| 28      | Reiteralm                       | 18 mars 2021     | Géant            | Hannes Zingerle (it)                                                                            | Julian Rauchfuss                                                                                | Daniel Meier (de)                                                                               |
| 29      | Reiteralm                       | 19 mars 2021     | Slalom           | Alexander Steen Olsen                                                                           | Sebastian Holzmann                                                                              | Dominik Raschner                                                                                |

### Dames
| N°      | Lieu                       | Date              | Épreuve          | Vainqueur | Deuxième | Troisième |
| ------- | -------------------------- | ----------------- | ---------------- | --- | --- | --- |
| -       | Trysil                     | 29 novembre 2020  | Slalom           | Épreuves annulées à cause du contexte sanitaire,.                                                              | Épreuves annulées à cause du contexte sanitaire,.                                                              | Épreuves annulées à cause du contexte sanitaire,.                                                              |
| -       | Trysil                     | 1er décembre 2020 | Géant            | Épreuves annulées à cause du contexte sanitaire,.                                                              | Épreuves annulées à cause du contexte sanitaire,.                                                              | Épreuves annulées à cause du contexte sanitaire,.                                                              |
| -       | Trysil                     | 3 décembre 2020   | Slalom           | Épreuves annulées à cause du contexte sanitaire,.                                                              | Épreuves annulées à cause du contexte sanitaire,.                                                              | Épreuves annulées à cause du contexte sanitaire,.                                                              |
| -       | Trysil                     | 4 décembre 2020   | Slalom           | Épreuves annulées à cause du contexte sanitaire,.                                                              | Épreuves annulées à cause du contexte sanitaire,.                                                              | Épreuves annulées à cause du contexte sanitaire,.                                                              |
| -       | Saint-Moritz               | 8 décembre 2020   | Super G          | Épreuves annulées à cause des conditions météorologiques et de sécurité.                                       | Épreuves annulées à cause des conditions météorologiques et de sécurité.                                       | Épreuves annulées à cause des conditions météorologiques et de sécurité.                                       |
| -       | Saint-Moritz               | 9 décembre 2020   | Super G          | Épreuves annulées à cause des conditions météorologiques et de sécurité.                                       | Épreuves annulées à cause des conditions météorologiques et de sécurité.                                       | Épreuves annulées à cause des conditions météorologiques et de sécurité.                                       |
| -       | Livigno                    | 12 décembre 2020  | Slalom parallèle | Épreuve annulée à cause du contexte sanitaire,.                                                                | Épreuve annulée à cause du contexte sanitaire,.                                                                | Épreuve annulée à cause du contexte sanitaire,.                                                                |
| 1       | Valle Aurina               | 12 décembre 2020  | Slalom           | Lara Della Mea                                                                                                 | Jessica Hilzinger                                                                                              | Marta Rossetti                                                                                                 |
| 2       | Valle Aurina               | 13 décembre 2020  | Slalom           | Martina Dubovská                                                                                               | Lara Della Mea                                                                                                 | Marie-Therese Sporer (it)                                                                                      |
| 3       | Hippach                    | 16 décembre 2020  | Slalom géant     | Maryna Gąsienica-Daniel                                                                                        | Elisa Mörzinger                                                                                                | Paula Moltzan                                                                                                  |
| 4       | Hippach                    | 17 décembre 2020  | Géant            | Maryna Gąsienica-Daniel                                                                                        | Maria Therese Tviberg                                                                                          | Hilma Lövblom (it)                                                                                             |
| -       | Val di Fassa               | 17 décembre 2020  | Descente         | Épreuves annulées reprises à Santa Caterina di Valfurva le 11 février 2021.                                    | Épreuves annulées reprises à Santa Caterina di Valfurva le 11 février 2021.                                    | Épreuves annulées reprises à Santa Caterina di Valfurva le 11 février 2021.                                    |
| -       | Val di Fassa               | 18 décembre 2020  | Descente         | Épreuves annulées reprises à Santa Caterina di Valfurva le 11 février 2021.                                    | Épreuves annulées reprises à Santa Caterina di Valfurva le 11 février 2021.                                    | Épreuves annulées reprises à Santa Caterina di Valfurva le 11 février 2021.                                    |
| 5       | Andalo                     | 20 décembre 2020  | Géant            | Mina Fürst Holtmann                                                                                            | Camille Rast                                                                                                   | Coralie Frasse Sombet                                                                                          |
| -       | Andalo                     | 21 décembre 2020  | Géant            | Épreuve annulée, remplacée par Livigno le 27 février 2021.                                                     | Épreuve annulée, remplacée par Livigno le 27 février 2021.                                                     | Épreuve annulée, remplacée par Livigno le 27 février 2021.                                                     |
| 6       | Zinal                      | 4 janvier 2021    | Slalom           | Stephanie Jenal                                                                                                | Jasmina Suter                                                                                                  | Lisa Grill |
| 7       | Zinal                      | 5 janvier 2021    | Slalom           | Lisa Grill | Christina Ager                                                                                                 | Rahel Kopp |
| -       | Tignes                     | 6 janvier 2021    | Descente         | Épreuves annulées à cause du contexte sanitaire.                                                               | Épreuves annulées à cause du contexte sanitaire.                                                               | Épreuves annulées à cause du contexte sanitaire.                                                               |
| -       | Tignes                     | 7 janvier 2021    | Descente         | Épreuves annulées à cause du contexte sanitaire.                                                               | Épreuves annulées à cause du contexte sanitaire.                                                               | Épreuves annulées à cause du contexte sanitaire.                                                               |
| 8       | Vaujany                    | 9 janvier 2021    | Slalom           | Elsa Fermbäck                                                                                                  | Andreja Slokar                                                                                                 | Camille Rast                                                                                                   |
| 9       | Vaujany                    | 10 janvier 2021   | Slalom           | Andreja Slokar                                                                                                 | Martina Ostler (it)                                                                                            | Serena Viviani (it)                                                                                            |
| -       | Gstaad                     | 12 janvier 2021   | Slalom parallèle | Épreuve annulée à cause du contexte sanitaire,.                                                                | Épreuve annulée à cause du contexte sanitaire,.                                                                | Épreuve annulée à cause du contexte sanitaire,.                                                                |
| 10      | Crans-Montana              | 16 janvier 2021   | Descente         | Jasmine Flury                                                                                                  | Lisa Grill | Noémie Kolly                                                                                                   |
| -       | Crans-Montana              | 17 janvier 2021   | Descente         | Épreuve annulée à cause de chutes de neige trop importantes,.                                                  | Épreuve annulée à cause de chutes de neige trop importantes,.                                                  | Épreuve annulée à cause de chutes de neige trop importantes,.                                                  |
| -       | Melchsee-Frutt             | 21 janvier 2021   | Slalom           | Épreuves annulées, remplacées par Gstaad aux mêmes dates.                                                      | Épreuves annulées, remplacées par Gstaad aux mêmes dates.                                                      | Épreuves annulées, remplacées par Gstaad aux mêmes dates.                                                      |
| -       | Melchsee-Frutt             | 22 janvier 2021   | Slalom           | Épreuves annulées, remplacées par Gstaad aux mêmes dates.                                                      | Épreuves annulées, remplacées par Gstaad aux mêmes dates.                                                      | Épreuves annulées, remplacées par Gstaad aux mêmes dates.                                                      |
| 11      | Gstaad                     | 21 janvier 2021   | Slalom,          | Marie-Therese Sporer (it)                                                                                      | Emelie Wikström                                                                                                | Sara Rask |
| 12      | Gstaad                     | 22 janvier 2021   | Slalom,          | Andreja Slokar                                                                                                 | Lara Della Mea                                                                                                 | Emelie Wikström                                                                                                |
| 13      | Zell am See                | 25 janvier 2021   | Slalom           | Lena Dürr | Andreja Slokar                                                                                                 | Emma Aicher |
| 14      | Zell am See                | 26 janvier 2021   | Slalom           | Zrinka Ljutić                                                                                                  | Lena Dürr | Liv Ceder (it)                                                                                                 |
| 15      | Krvavec                    | 2 février 2021    | Géant            | Zrinka Ljutić                                                                                                  | Marte Monsen                                                                                                   | Kaja Norbye |
| -       | Krvavec                    | 3 février 2021    | Géant            | Épreuve reportée à Berchtesgaden le 15 février 2021.                                                           | Épreuve reportée à Berchtesgaden le 15 février 2021.                                                           | Épreuve reportée à Berchtesgaden le 15 février 2021.                                                           |
| -       | Sarentino                  | 9 février 2021    | Super G          | Épreuves annulées. Les deux super G sont repris à Val di Fassa les 2 mars 2021 et 3 mars 2021.                 | Épreuves annulées. Les deux super G sont repris à Val di Fassa les 2 mars 2021 et 3 mars 2021.                 | Épreuves annulées. Les deux super G sont repris à Val di Fassa les 2 mars 2021 et 3 mars 2021.                 |
| -       | Sarentino                  | 10 février 2021   | Super G          | Épreuves annulées. Les deux super G sont repris à Val di Fassa les 2 mars 2021 et 3 mars 2021.                 | Épreuves annulées. Les deux super G sont repris à Val di Fassa les 2 mars 2021 et 3 mars 2021.                 | Épreuves annulées. Les deux super G sont repris à Val di Fassa les 2 mars 2021 et 3 mars 2021.                 |
| -       | Sarentino                  | 11 février 2021   | Combiné          | Épreuves annulées. Les deux super G sont repris à Val di Fassa les 2 mars 2021 et 3 mars 2021.                 | Épreuves annulées. Les deux super G sont repris à Val di Fassa les 2 mars 2021 et 3 mars 2021.                 | Épreuves annulées. Les deux super G sont repris à Val di Fassa les 2 mars 2021 et 3 mars 2021.                 |
| 16      | Santa Caterina di Valfurva | 11 février 2021   | Descente,        | Lisa Grill | Nadine Fest | Christina Ager                                                                                                 |
| 17      | Santa Caterina di Valfurva | 11 février 2021   | Descente,        | Lisa Grill | Nadine Fest | Sabrina Maier (de)                                                                                             |
| 18      | Berchtesgaden              | 13 février 2021   | Descente,        | Elisa Mörzinger                                                                                                | Simone Wild | Jessica Hilzinger                                                                                              |
| 19      | Berchtesgaden              | 14 février 2021   | Descente,        | Hilma Lövblom (it)                                                                                             | Jessica Hilzinger                                                                                              | Magdalena Kappaurer Roberta Midali (it)                                                                        |
| 20      | Götschen                   | 15 février 2021   | Géant,           | Roberta Midali (it)                                                                                            | Roberta Melesi (it)                                                                                            | Marte Monsen                                                                                                   |
| -       | Kopaonik                   | 22 février 2021   | Géant            | Épreuves annulées en raison de la crise sanitaire. Le géant du 22 est remplacé par Livigno le 28 février 2021. | Épreuves annulées en raison de la crise sanitaire. Le géant du 22 est remplacé par Livigno le 28 février 2021. | Épreuves annulées en raison de la crise sanitaire. Le géant du 22 est remplacé par Livigno le 28 février 2021. |
| -       | Kopaonik                   | 23 février 2021   | Géant            | Épreuves annulées en raison de la crise sanitaire. Le géant du 22 est remplacé par Livigno le 28 février 2021. | Épreuves annulées en raison de la crise sanitaire. Le géant du 22 est remplacé par Livigno le 28 février 2021. | Épreuves annulées en raison de la crise sanitaire. Le géant du 22 est remplacé par Livigno le 28 février 2021. |
| -       | Kopaonik                   | 25 février 2021   | Slalom           | Épreuves annulées en raison de la crise sanitaire. Le géant du 22 est remplacé par Livigno le 28 février 2021. | Épreuves annulées en raison de la crise sanitaire. Le géant du 22 est remplacé par Livigno le 28 février 2021. | Épreuves annulées en raison de la crise sanitaire. Le géant du 22 est remplacé par Livigno le 28 février 2021. |
| -       | Kopaonik                   | 26 février 2021   | Slalom           | Épreuves annulées en raison de la crise sanitaire. Le géant du 22 est remplacé par Livigno le 28 février 2021. | Épreuves annulées en raison de la crise sanitaire. Le géant du 22 est remplacé par Livigno le 28 février 2021. | Épreuves annulées en raison de la crise sanitaire. Le géant du 22 est remplacé par Livigno le 28 février 2021. |
| 21      | Livigno                    | 27 février 2021   | Géant,           | Jessica Hilzinger                                                                                              | Marte Monsen                                                                                                   | Karoline Pichler                                                                                               |
| 22      | Livigno                    | 28 février 2021   | Géant,           | Marte Monsen                                                                                                   | Hanna Aronsson Elfman                                                                                          | Magdalena Łuczak (de)                                                                                          |
| 23      | Val di Fassa               | 2 mars 2021       | Super G,         | Jasmina Suter                                                                                                  | Julia Pleshkova                                                                                                | Stephanie Jenal                                                                                                |
| 24      | Val di Fassa               | 3 mars 2021       | Super G,         | Julia Pleshkova                                                                                                | Karoline Pichler                                                                                               | Sabrina Maier (de)                                                                                             |
| Finales |                            |                   |                  | | | |
| -       | Saalbach                   | 17 mars 2021      | Descente         | Épreuves annulées.                                                                                             | Épreuves annulées.                                                                                             | Épreuves annulées.                                                                                             |
| -       | Saalbach                   | 18 mars 2021      | Super G          | Épreuves annulées.                                                                                             | Épreuves annulées.                                                                                             | Épreuves annulées.                                                                                             |
| 25      | Reiteralm                  | 20 mars 2021      | Géant            | Marte Monsen                                                                                                   | Simone Wild | Roberta Melesi (it)                                                                                            |
| 26      | Reiteralm                  | 21 mars 2021      | Slalom           | Charlie Guest                                                                                                  | Elsa Fermbäck                                                                                                  | Marie-Therese Sporer (it)                                                                                      |